# Ludvig Jacob Binzer
Johan Ludvig Jacob Binzer (født 13. februar 1746 i Langenselbold, Hessen-Nassau, død 11. november 1811 i Brunswik ved Kiel) var en dansk officer.

## Uddannelse i Tyskland
Han var søn af advokat Christoph Daniel Binzer (1707-tidligst 1750) og Elisabeth Sophie Henriette von Curti (1706-tidligst 1770, gift 1. gang med Pfreundt). Binzer, der fra sin tidligste barndom var videbegærlig og læselysten, fik sin første undervisning i et gymnasium i Schlüchtern, kom derefter til Bieber, hvor han navnlig, lagde sig efter matematik og civil bygningskunst, og blev med 18 års alderen kadet i Hanau. Her fattede kommandanten, den senere som general i dansk tjeneste kendte Heinrich Wilhelm von Huth, stor forkærlighed for ham, gav ham undervisning i datidens krigskunst og fik ham ansat som hessisk ingeniørkonduktør. Binzer nærede på sin side de sønligste følelser mod Huth, hvem han hele livet igennem vedblev at betragte som sin lykkes skaber, og var bestandig om ham.

## Til Danmark
Han ledsagede som amanuensis Huth, der var lærer for de unge hessiske prinser, på en studierejse over Syvårskrigens valpladser, og da Huth på landgrev Carl af Hessens opfordring 1766 drog til Danmark, fulgte Binzer med og opnåede ansættelse som overkonduktør med premierløjtnants rang i det nys oprettede Ingeniørgeografkorps. Dette korps nedlagdes dog af grev Claude-Louis de Saint-Germain, der 1767 for en kort tid på ny overtog krigsstyrelsen.
Binzer blev stillet uden for nummer i artilleriet og tilbragte nu to år i Hanau hos den afskedigede general Huth, indtil denne 1769 kaldtes tilbage. 1772 blev Binzer ansat som generalkvartermesterløjtnant hos Carl af Hessen, da denne for at dæmpe den befrygtede opstand gik til Norge, og her forblev han efter landgrevens tilbagerejse, beskæftiget med opmåling og militære rekognosceringer, indtil 1774, da han meldte sig hos landgreven i Slesvig for at benyttes ved de indledende opmålings- og nivelleringsarbejder til det projekterede anlæg af Ejderkanalen. Samme år blev han kaptajn og kompagnichef i artilleriet. 1778 ledsagede han som adjudant Carl af Hessen under dennes ophold ved den preussiske hær og foretog efter fredslutningen i Teschen det følgende år et nøje studium af den østrigske hærs positioner i Bøhmen og Sachsen. Under dette besøg i udlandet gjorde han sig bemærket ved sin sikre dømmekraft og sin fortrinlige evne til at opfatte terrænet og modtog gennem den kendte hærfører hertug Ferdinand af Braunschweig fordelagtige tilbud om at træde i preussisk tjeneste. Også herhjemme påskønnede man hans duelighed og den rastløse flid og iver, hvormed han stedse arbejdede. 1780 blev således den betroede post som hærens generalkvartermester reserveret ham, uagtet han endnu kun var ung kaptajn, 1783 fik han en indbringende virksomhed som lærer i krigskunst for prins Vilhelm af Württemberg, 1785 blev han kommandør for det i Kiel oprettede Holstenske Jægerkorps – en elitetrop let infanteri, hvervet navnlig af forstbetjente og herregårdsskytter –, 1786 major og 1788 oberstløjtnant.

## Kampene i Norge
Sidstnævnte år fik han ordre til at gå til Norge med sine jægere for af dem og udtagne skarpskytter af norske regimenter at danne en ny, større jægerafdeling. Med denne – det norske jægerkorps, hvis første chef han altså var – deltog Binzer i felttoget mod Sverige, der, hvorvel lidet blodigt, dog var meget anstrengende for Binzer og hans korps, som dannede hærens avantgarde, og på hvilket slangs grænsen så godt som udelukkende kom til at hvile. Binzers helbred fik ved denne lejlighed et knæk, som den ikke senere forvandt.

## Binzers Generalstabsskole
I maj 1789 kaldtes Binzer hjem fra Norge; han fik ordre til at overgive Jægerkorpset til den næstkommanderende, major Bernhard Ditlef von Staffeldt, og selv begive sig til Kiel, hvorfra han som generalkvartermester skulle forestå anordningen af en troppesamling ved Dannevirke, og nu begyndte hans egentlige hovedvirksomhed, den, der frem for nogen satte blivende frugt og med rette kastede glans over hans navn. I nøje forbindelse med hans stilling som hærens generalkvartermester knyttedes nemlig nu stillingen som chef for et slags guidekorps til hest, Feltjægerkorpset, hvortil stammen dannedes af tidligere elever af Holstenske Jægerkorps og bestående i øvrigt af frivillige, der attråede uddannelse fra neden af i generalkvartermestertjenestens forskellige grene, og ved siden heraf tildeltes der ham det hverv at holde forelæsninger for yngre officerer i hæren over den som videnskab hidtil ukendte, først nu i system satte generalstabslære. Den måde, hvorpå Binzer røgtede dette, er hævet over enhver ros. Han havde en sjælden gave til at gøre sine øvelser og foredrag underholdende og belærende, til at anspore sine elevers flid og kappelyst, til at vinde deres tillid og hengivenhed, og de fleste af de unge mænd, der udgik dels fra Feltjægerkorpset, dels fra hans såkaldte Generalstabsskole, viste sig også senere fuldt fortrolige med tjenesten, der kom til at påhvile dem i stabene. I virkeligheden lagde Binzer her i Kiel grundstenen til den i 1808 påfulgte organisation af Generalstaben, og ikke uden føje har man kaldt ham dennes skaber. Binzer optrådte også i denne periode som forfatter af flere militære småskrifter, der dog havde mindre betydning end de talrige afhandlinger og betænkninger om landets forsvar og dets hærordning, som han udarbejdede for landgreven, kronprinsen eller de mange kommissioner, hvori han havde sæde.
Sproget, Binzer ved disse lejligheder betjente sig af, var i almindelighed det tyske, men ligesom han i et og alt følte sig som en god dansk mand, således var det danske tungemål også blevet ham hjemligt og kært, og i 1801 var det ham en særlig glæde at oversætte flere af de efter slaget på Reden komne krigssange og patriotiske viser for ret at kunne gøre sine omgivelser opmærksomme på sprogets og sangenes skønhed.

## Sidste år
1795 blev Binzer oberst, 1802 generalmajor, 1808 Hvid Ridder og samme år, da Generalstaben oprettedes i de to afdelinger, Generaladjudant- og Generalkvartermesterstaben, selvfølgelig chef for den sidste, men hans nu stærkt svækkede helbred tvang ham til allerede i maj 1808 at søge sin afsked, og fra København, hvorhen han med overkommandoens stab det foregående efterår havde fulgt kronprinsen, trak han sig tilbage til sit hyggelige landsted i flækken Brunswik ved Kiel. Her levede han i sin families skød, i selskabelig omgang med en fint dannet kreds og for øvrigt vekslende sin tid mellem studier og dyrkning af sin smukke have indtil sin død, der indtraf pludselig 11. november 1811. Han er begravet i Kiel.
Binzer blev gift 12. maj 1780 i Slesvig by med Margrethe Elise Louise Ericius (7. februar 1760 i Slesvig – 21. september 1839 i Kiel), datter af konferensråd, overretsråd Moritz Christian Ericius til Dyttebøl (død 1785) og Marie Dorothea Augusta Ahlmann (død 1769).
Han er gengivet i en tegning (Rigsarkivet). Der findes også et portrætmaleri af Friedrich Carl Gröger fra ca. 1805 (Rosenkrantz, Sydslesvig).